# Agrias signata
Agrias signata är en fjärilsart som beskrevs av Peter William Michael 1932. Agrias signata ingår i släktet Agrias och familjen praktfjärilar. Inga underarter finns listade i Catalogue of Life.